# São Pedro da Água Branca
São Pedro da Água Branca este un oraș în unitatea federativă Maranhão (MA), Brazilia.